# Auguste-Philippe Donatien de Vimeur de Rochambeau
Pour les autres membres de la famille, voir Famille de Vimeur.
Auguste-Philippe-Donatien de Vimeur, marquis de Rochambeau (26 janvier 1787, Paris - 3 février 1868, château de Rochambeau), est un militaire et homme politique français. Officier de marine sous le Consulat puis officier d'infanterie sous l'Empire, il est pair de France sous la Monarchie de Juillet.

## Biographie
Fils de Donatien-Marie-Joseph de Rochambeau, il entra dans la marine, comme aspirant, en mai 1801 et prit part à l'expédition de Saint-Domingue, au cours de laquelle il fut promu enseigne de vaisseau. À son retour en France, il s'engagea comme simple soldat dans l'infanterie légère, devint rapidement sous-lieutenant, et passa avec ce grade au 1er régiment de chasseurs à cheval en 1804.
Il assista aux campagnes de 1805 et 1806, fut fait lieutenant après la bataille d'Eylau et devint, sur la recommandation d'Exelmans, aide de camp de Murat, qu'il suivit à Naples. Capitaine en 1809, chef d'escadron à la prise de Capri, colonel en 1810, il abandonna Murat lorsque celui-ci tourna ses armes contre la France, et donna sa démission. En 1816, il fut chargé de l'organisation du 7e régiment de chasseurs. Après avoir démissionné, il se retira dans sa propriété.
Conseiller municipal de Vendôme, conseiller général de Loir-et-Cher, il s'occupait principalement d'agriculture et vivait en dehors des agitations politiques, quand il fut nommé pair de France le 11 septembre 1835. Il vota avec la majorité et quitta la vie publique après la révolution de 1848.
Il avait épousé Élisa Pauline de Roques de Clausonnette et adopta en 1862 Eugène-Achille Lacroix, qui fut autorisé à relever le nom de son père adoptif, dernier du nom.

## Sources
- « Rochambeau (Auguste-Philippe-Donatien de Vimeur, marquis de) », dans Adolphe Robert et Gaston Cougny, Dictionnaire des parlementaires français, Edgar Bourloton, 1889-1891 [détail de l’édition]